# Тетрафторид свинцю
Тетрафторид свинцю — є сполукою свинцю і фтору. Жовта тверда речовина (температура плавлення 600 °C) є єдиним стабільним тетрагалогенідом свинцю при кімнатній температурі. Тетрафторид свинцю ізоструктурний фториду олова (IV) і містить плоскі шари октаедрично координованого свинцю, де октаедри мають чотири спільні кути, а два кінцевих, неподілених атоми фтору переходу один до одного.